# Lola (tijdschrift)
Lola was een Belgisch Nederlandstalig tijdschrift.

## Historiek
In februari 2001 werd door uitgeverij De Vrije Pers bekendgemaakt dat er gestart zou worden met een wekelijks vrouwenblad. Doelpubliek waren jonge, actieve lezeressen tot 40 jaar. Er werd een gemiddelde verkochte oplage van 60.000 exemplaren voorop gesteld. De eerste uitgave verscheen op dinsdag 27 maart en werd gedrukt op 150.000 exemplaren.
Eind juni 2001 verscheen het vertiende en laatste nummer van het tijdschrift. Aanvankelijk werd gesteld dat het weekblad zou omgevormd worden tot een maandblad. In augustus van dat jaar volgde de mededeling dat het tijdschrift definitief verdween. Van de laatste nummers werden er ca. 10.000 tot 20.000 exemplaren verkocht.
Lijst van tijdschriften in België